# Edvard Munch
Edvard Munch (pronuncia: [ˈɛdvɑʈ muŋk] ; Løten, 12 dicembre 1863 – Oslo, 23 gennaio 1944) è stato un pittore norvegese.
La sua opera più nota, L'urlo (1893), è diventata un'immagine iconica dell'arte.

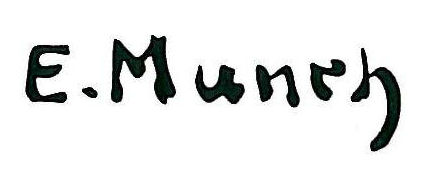
Autografo di Munch

La sua infanzia è stata offuscata dalla malattia, dal lutto e dal terrore di ereditare una condizione mentale che si era frequentemente presentata in famiglia. Studiando alla Scuola Reale di Arte e Design di Kristiania (l'odierna Oslo), Munch iniziò a vivere un'esistenza bohémien sotto l'influenza del nichilista Hans Jæger, il quale lo esortò a dipingere il proprio stato emotivo e psicologico ("pittura dell'anima"). Da ciò emerse il suo stile distintivo.
Dai viaggi che intraprese poté trarre nuove influenze. A Parigi, studiò le opere di Paul Gauguin, Vincent van Gogh e Henri de Toulouse-Lautrec, da cui poté apprendere in particolare il loro uso del colore. A Berlino incontrò il drammaturgo svedese August Strindberg, di cui fece un celebre ritratto, mentre si dedicava alla realizzazione di un'importante serie di dipinti in cui raffigurò diverse tematiche da lui profondamente sentite, come l'amore, l'ansia, la gelosia e il tradimento.
L'urlo venne concepito mentre si trovava a Kristiania. Secondo lo stesso autore, egli stava passeggiando al tramonto, quando «sentì l'enorme, infinito grido della natura». Il volto agonizzante della figura centrale del quadro è ampiamente identificato con l'angoscia dell'uomo moderno. Tra il 1893 e il 1910 realizzò due versioni dipinte e due a pastello, oltre a numerose stampe.
Man mano che la sua fama e la sua ricchezza crescevano, il suo stato emotivo diveniva sempre più fragile. Considerò brevemente la possibilità di sposarsi, ma non riuscì mai ad impegnarsi. Nel 1908 un esaurimento nervoso lo costrinse a smettere di abusare di bevande alcoliche, ma fu anche un periodo rallegrato dalla crescente accettazione della sua arte da parte dei concittadini. Trascorse i suoi ultimi anni lavorando in un sostanziale isolamento. Nonostante le sue opere siano state bandite nella Germania nazista come "arte degenerata", la maggior parte di esse è sopravvissuta alla seconda guerra mondiale.

## Biografia

### Giovinezza
Edvard Munch nacque a Løten, in Norvegia, secondo dei cinque figli di Laura Catherine Bjølstad (1837-1868) e Christian Munch (1817-1889): Johanne Sophie (1862-1877), la sorella maggiore con la quale instaurerà un rapporto di grandissimo affetto, Peter Andreas (1865-1895), Laura Catherine (1867-1926) e Inger Marie (1868-1952). Suoi parenti erano anche il pittore Jacob Munch e lo storico Peter Andreas Munch, fratello del padre.
La famiglia si trasferì a Christiania (l'odierna Oslo) nel 1864, quando Christian Munch venne impiegato come medico presso la fortezza di Akershus. Sin dalla fanciullezza Edvard fu provato da una serie interminabile di disgrazie familiari: la madre morì di tubercolosi nel 1868, seguita da Johanne Sophie nel 1877, che spirò stroncata dalla stessa malattia. A curarsi del giovane Munch, dopo la morte della madre, vi erano il padre e la zia Karen; fu in questo periodo che il ragazzo iniziò a interessarsi all'arte. Nel frattempo, Christian Munch, per sopperire alle varie assenze fatte dal figlio a scuola per motivi di salute, avviò la sua formazione in ambito storico-letterario, introducendolo anche alla dimensione horror-psicologica dello scrittore statunitense Edgar Allan Poe.
Edvard, però, non fu l'unico a rimanere afflitto dai due gravi lutti: anche il padre Christian iniziò a diventare più malinconico, cadendo vittima di un pietismo morboso e di una sindrome maniaco-depressiva. Allo spirito di Edvard non giovò questo ambiente, dal quale scaturì quella visione macabra del mondo che lo renderà poi celebre. Quest'interpretazione della realtà fu stimolata anche dalla pazzia di Laura, che iniziò a essere affetta da crisi psichiche, e dal trapasso del fratello Andreas, che morì immediatamente dopo il suo matrimonio. Munch avrebbe poi scritto: «Ho ereditato due dei più spaventosi nemici dell'umanità: il patrimonio della consunzione e la follia».
La paga percepita dal padre era molto bassa e, pur essendo sufficiente per i bisogni primari, mantenne la famiglia in uno stato di perenne povertà. Le primissime esperienze artistiche di Munch riprendono i disagi economici che affliggevano la famiglia, raffigurando gli interni di quegli appartamenti degradati dove erano costretti a vivere.

### Formazione a Christiania

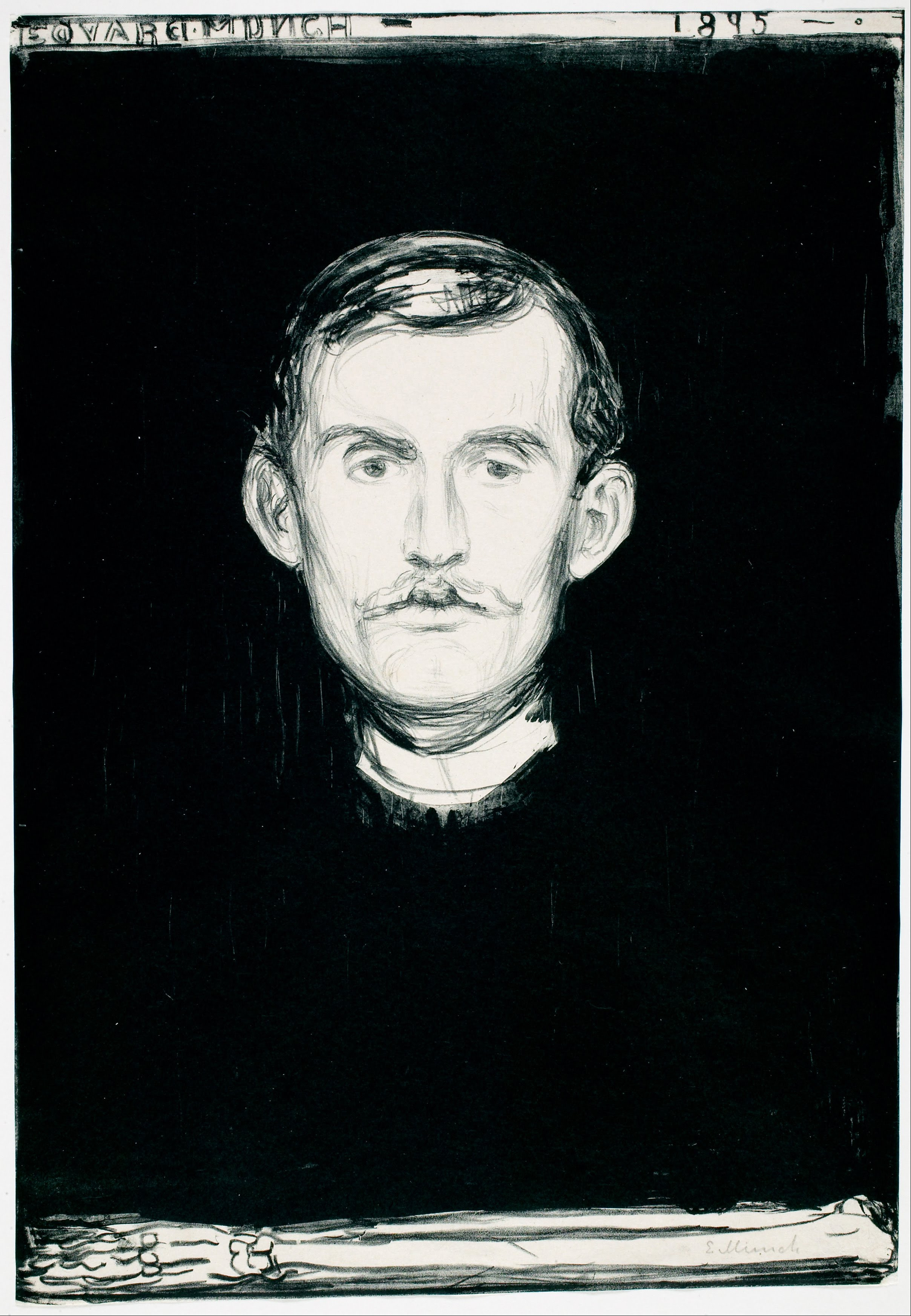
Autoritratto con braccio di scheletro (1895)

Nel 1879 Edvard Munch iniziò a frequentare un istituto tecnico per studiare ingegneria, disciplina in cui eccelleva, ottenendo risultati ottimi in fisica, chimica e matematica. Fu qui che il giovane Edvard familiarizzò con il disegno di prospettiva; ciononostante, il ragazzo poco apprezzava l'ambiente scolastico. Infatti il padre Christian vide ben presto, con suo grande disappunto, che quel suo figliolo non si trovava a suo agio dietro i banchi del collegio e di come preferisse dedicarsi agli studi artistici. Pertanto, dopo aver cercato di distoglierlo da questi interessi del tutto estranei all'ingegneria, lo autorizzò a iscriversi alla Scuola di Disegno di Oslo, dove rimase per un anno, prima di trasferirsi alla Scuola d'Arte e Mestieri nel 1881. Qui Munch seguì le lezioni dello scultore Julius Middelthun e dell'artista Christian Krohg. Sotto questi influssi, Edvard realizzò le sue primissime opere d'arte, fra cui un ritratto del padre, un autoritratto e una raffigurazione del bohémien Karl Jensen-Hjell; quest'ultima opera fu poco gradita dalla critica, che fu sprezzante nel definirla «l'impressionismo portato all'estremo: è una parodia dell'arte». A questi anni risalgono anche vari nudi, che però oggi sopravvivono solo nei bozzetti; con tutta probabilità, furono sequestrati dal padre, che considerava l'arte «un empio commercio». Durante la permanenza alla Scuola d'Arte e Mestieri, Munch fuse varie influenze, fra cui quelle esercitate dal naturalismo e dall'impressionismo; non a caso, molte delle sue prime opere ricordano molto da vicino quelle di Monet.
In questo periodo Munch entrò in contatto anche con i circoli bohémien della città, presieduti dall'amico Hans Jæger, scrittore dallo spirito anticonformista e anarchico che esortava i discepoli con l'imperativo «Scrivi la tua vita!». Munch prese questa massima alla lettera: trasse proprio da questa cerchia di intellettuali ribelli (che l'artista sovente raffigurò in varie opere, come il succitato ritratto a Karl Jensen-Hjell) lo spirito autobiografico che avrebbe poi permeato la sua attività artistica, mezzo con il quale riscrisse la propria vita.
Prendendo spunto dalla dottrina di Jæger, il giovane artista intraprese un percorso di riflessione e crescita personale, con il supporto di un «diario dell'anima» dove scriveva i suoi pensieri. Questo si rivelò un periodo di svolta per la produzione artistica di Munch, che già con La fanciulla malata, dove viene risvegliato il ricordo della malattia della sorella Sophie, iniziò a dipingere le prime «tele dell'anima», un decisivo punto di rottura con l'impressionismo. L'opera, accolta impietosamente sia dalla critica sia dalla famiglia, fu la causa di un altro «violento scoppio di indignazione morale» nella società.

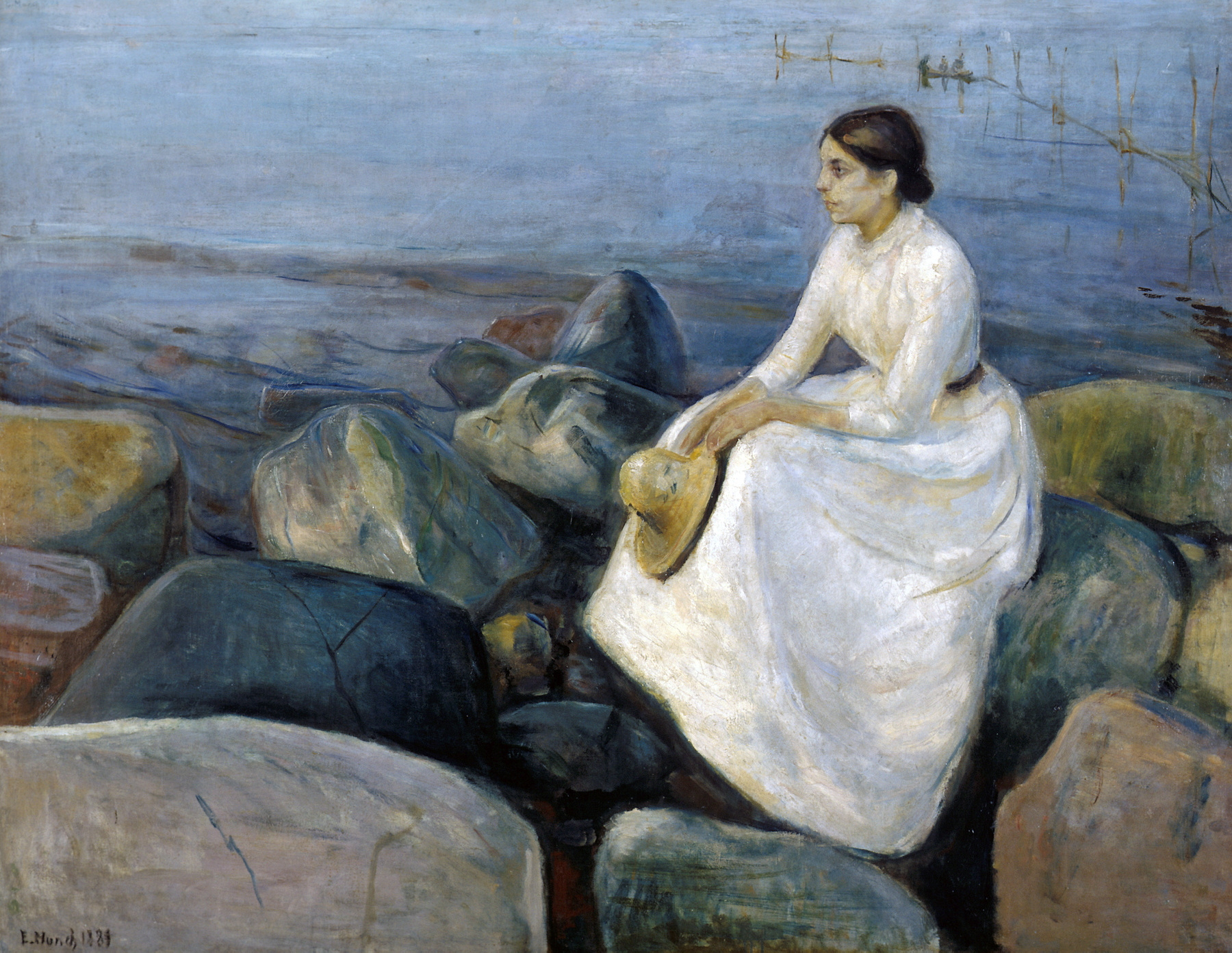
Inger sulla spiaggia (1889) è l'opera con cui Munch inizia a definire la propria identità artistica

L'unico a difenderlo fu l'amico Christian Krohg, che scrisse un memorabile articolo volto a prendere le parti del suo ex allievo:
Nel frattempo, Munch continuava a ricercare la propria identità artistica: il suo idioma recava sia impronte naturalistiche, ben visibili nel Ritratto di Hans Jæger, sia impressioniste, come in Rue Lafayette. Soprattutto nella tela Inger sulla spiaggia (1889), dove è ritratta la sorella Inger (immagine di vitalità per eccellenza) da sola nella spiaggia di Åsgårdstrand, Munch iniziò a costruire il proprio stile: dietro una composizione apparentemente realistica, infatti, l'artista cela la raffigurazione di un determinato stato d'animo. Munch, insomma, preferiva l'immaginazione piuttosto che la raffigurazione, con un'ideologia simbolista che rese insignificante il patetico inseguimento della realtà.
Munch ebbe l'opportunità di mostrare il suo operato al grande pubblico nel 1889, in una grande mostra: per le sue capacità tecniche, tutt'altro che comuni, vinse una borsa di studio a Parigi per studiare arte sotto la guida di Léon Bonnat.

### Soggiorno a Parigi
Munch si recò a Parigi nell'autunno del 1889, nel giubilo generale per l'appena inaugurata Exposition Universelle; uno dei suoi quadri, Il mattino (1884), venne subito inserito fra le eccellenze da esporre nel padiglione della Norvegia nell'ambito dell'Expo. Durante il soggiorno parigino, Munch trascorreva la mattina nel trafficato atelier di Bonnat, che gli trasmise i rudimenti del nudo artistico, mentre il pomeriggio si aggirava per la città, frequentando sia l'Esposizione Universale sia i musei più prestigiosi. Molto presto, tuttavia, Edvard iniziò ad annoiarsi del corso d'arte di Bonnat: «Mi stanca e mi annoia» scrisse «anzi, mi intorpidisce».
Per questo motivo, Munch, che si era distinto fra gli allievi più dotati, dopo qualche mese si trasferì a Saint-Cloud, un sobborgo sulle rive della Senna. Dalla finestra al secondo piano dell'hotel Belvedere, dove soggiornava, il pittore poteva osservare il movimento incessante delle barche, nelle diverse condizioni di luce: dipinse questo scenario in tutti i modi possibili, anche con un atteggiamento forse inconsapevole da impressionista francese, che emerge soprattutto ne La senna a Saint-Cloud del 1890.
Durante la parentesi parigina, infatti, Munch ebbe modo di ammirare le opere di molti artisti influenti: i suoi prediletti furono Paul Gauguin, Vincent van Gogh e Henri de Toulouse-Lautrec, accomunati dal loro sapiente uso del colore per trasmettere emozioni. Munch trovò particolarmente degna di nota la «reazione contro il realismo» di Gauguin e il suo credo secondo cui «l'arte è frutto dell'uomo e non un'imitazione della natura», seguendo quel filone già timidamente annunciato da Whistler.

Sempre a Parigi, a dicembre, Munch apprese della morte del padre Christian, evento che lo fece cadere in un profondo stato di afflizione. Nonostante il rapporto fra i due fosse conflittuale, Edvard poneva molta attenzione all'importanza dei legami familiari; tra l'altro, questo lutto andava ad accodarsi a quelli precedenti, suscitando sentimenti molto negativi nel suo animo: «Vivo con la morte - mia madre, mia sorella, mio nonno, mio padre [...] ucciditi, e poi è finita. Perché vivere?» si domandò poi. I sensi di colpa nutriti dal poeta emergono nel dipinto Notte a Saint-Cloud, dove Munch si drappeggia nelle vesti del padre scomparso, diventandone quasi l'alter ego. L'occhio dell'osservatore qui si addentra nell'ambiente scuro della stanza, spiando l'uomo nella penombra intento a osservare il via vai della Senna; l'ambiente è permeato da un'atmosfera triste e malinconica, accentuata da simbologie occulte (come la croce proiettata a terra) e dalla bicromia azzurro-marrone, che domina la quasi totalità della tavolozza. Del resto, Munch fu categorico nel suo Manifesto di Saint Cloud, scritto proprio in quei mesi, ove annunciò:

### Scandalo a Berlino

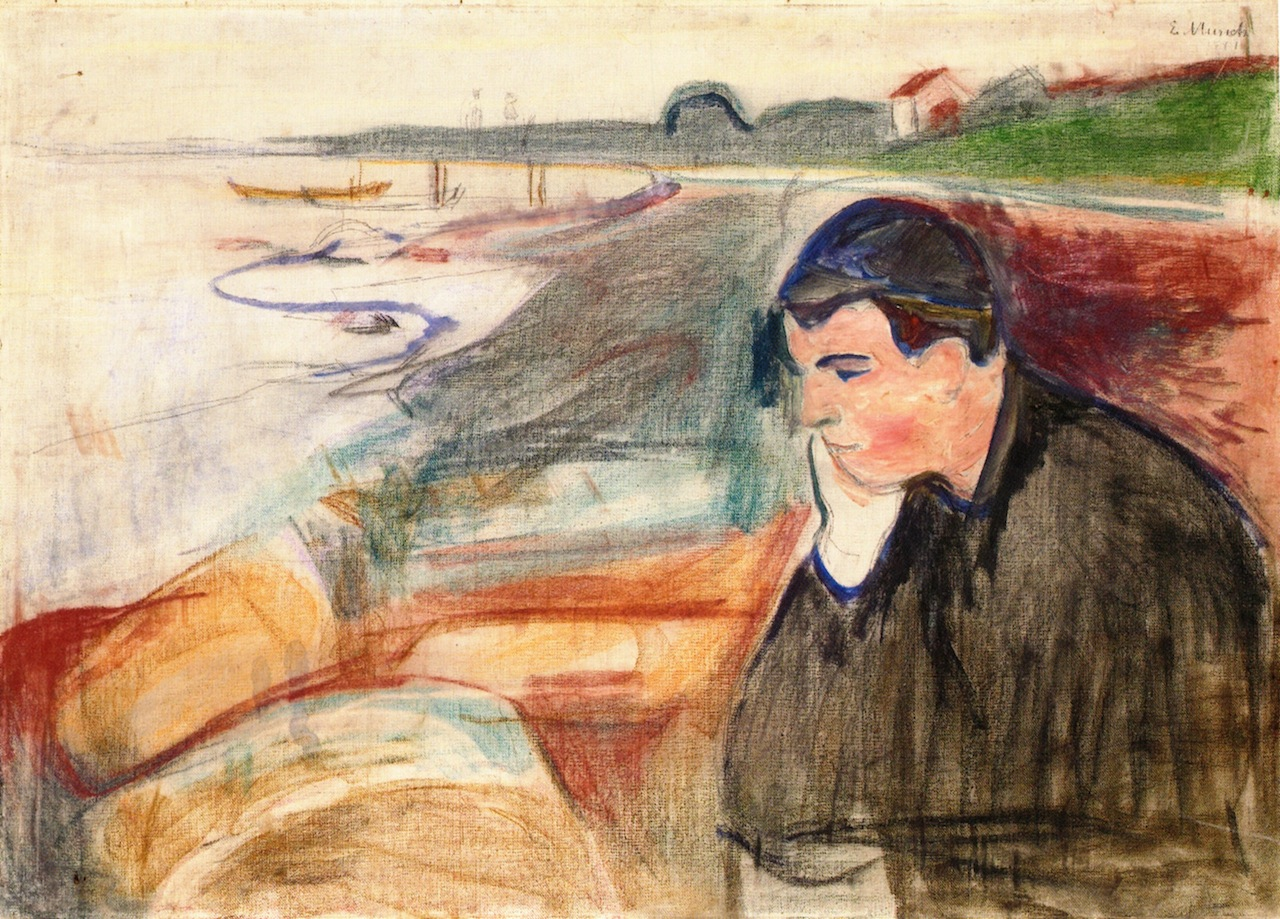
Malinconia, 1891

In Francia, come già accennato, Munch ebbe modo di apprezzare l'avanguardia francese, ma soprattutto le opere di Paul Gauguin e il suo modo di interpretare l'accordo cromatico, permeandolo di ardite simbologie. Furono proprio i modi di Gauguin a influenzare Malinconia (1891). In quest'opera le sensazioni sono affidate, come già accennato, ai colori, ma anche all'atteggiamento del giovane in primo piano, rivolto all'esterno della scena e immerso in profondi pensieri, e dal paesaggio, che riflette indirettamente lo stato d'animo del protagonista. La tela si propone quindi di essere un'interpretazione universale della malinconia non solo per l'artista, ma per tutta l'umanità, nonostante l'episodio prenda spunto da una circostanza autobiografica.
Il maestro Krohg apprezzò particolarmente Malinconia, ponendola come prima tela del sintetismo norvegese; ormai il linguaggio di Munch si era definitivamente allontanato dal naturalismo e dall'impressionismo degli esordi. Ecco cosa disse Krogh in un'entusiastica recensione, dove apprezzò particolarmente l'armoniosità delle linee paesaggistiche e la sonorità del colore:

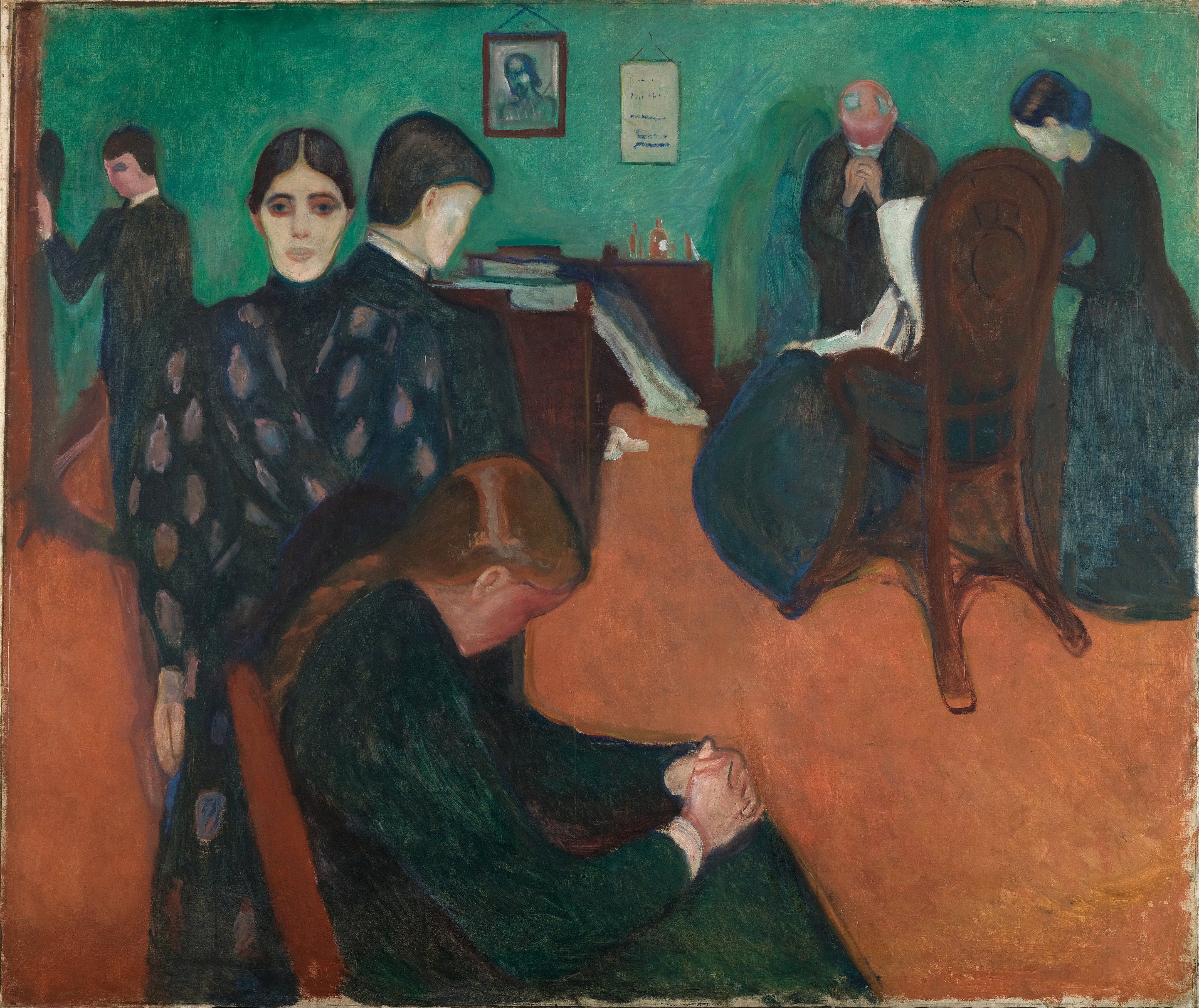
La morte nella stanza della malata, 1893

Il magnetismo della critica di Krogh fece diventare Munch noto anche in Germania, dove non sfuggì all'intellettuale Adelsteen Normann, che invitò l'artista norvegese a esibirsi a Berlino a novembre. Il clima artistico della capitale tedesca era tuttavia molto teso a causa della contrapposizione tra i tradizionalisti e gli artisti disponibili agli influssi francesi e naturalistici. La mostra di Munch non fece che acuire questi dissidi e gli accademici ottennero la chiusura della mostra; lo scandalo venne definito dalla stampa teutonica «Der Fall Munch» (L'affare Munch). Munch ne fu sorpreso: «Non mi sono mai divertito così tanto - è incredibile quanto una cosa innocente come un dipinto possa creare un simile trambusto», scrisse.
Gli artisti più aperti alle novità vennero comunque influenzati dalle opere di Munch; fra questi vi fu il poeta August Strindberg, legato al pittore da un saldo vincolo d'amicizia. Fu proprio a Berlino, tra l'altro, sull'esempio di Strindberg, che iniziò a prendere forma il suo progetto del Fregio della vita, un concetto utopico secondo cui le opere erano tessere di un progetto unitario, volto a simboleggiare il destino dell'uomo.
Molti sono i quadri dipinti in questa parentesi berlinese. Fra questi, degno di nota è La morte nella stanza della malata (1893), dove si materializza nuovamente il fantasma della morte della sorella: non a caso, a esser raffigurato non è il dolore fisico, ma quello psicologico. Il pittore qui non vuole narrare all'interlocutore la scomparsa di Sophie (che si intravede a malapena), bensì mostrargli la reazione dei singoli familiari di fronte a un evento tanto misterioso quanto la morte: questi risultano distanziati, e non uniti, dal dolore, che li intrappola e li svuota nei loro rispettivi cordogli.
A Berlino Munch dipinse anche quello che sarebbe diventato il suo capolavoro: L'urlo, che più di tutti riesce a condensare con inaudita violenza la disperazione esistenziale dell'artista norvegese.

### L'urlo

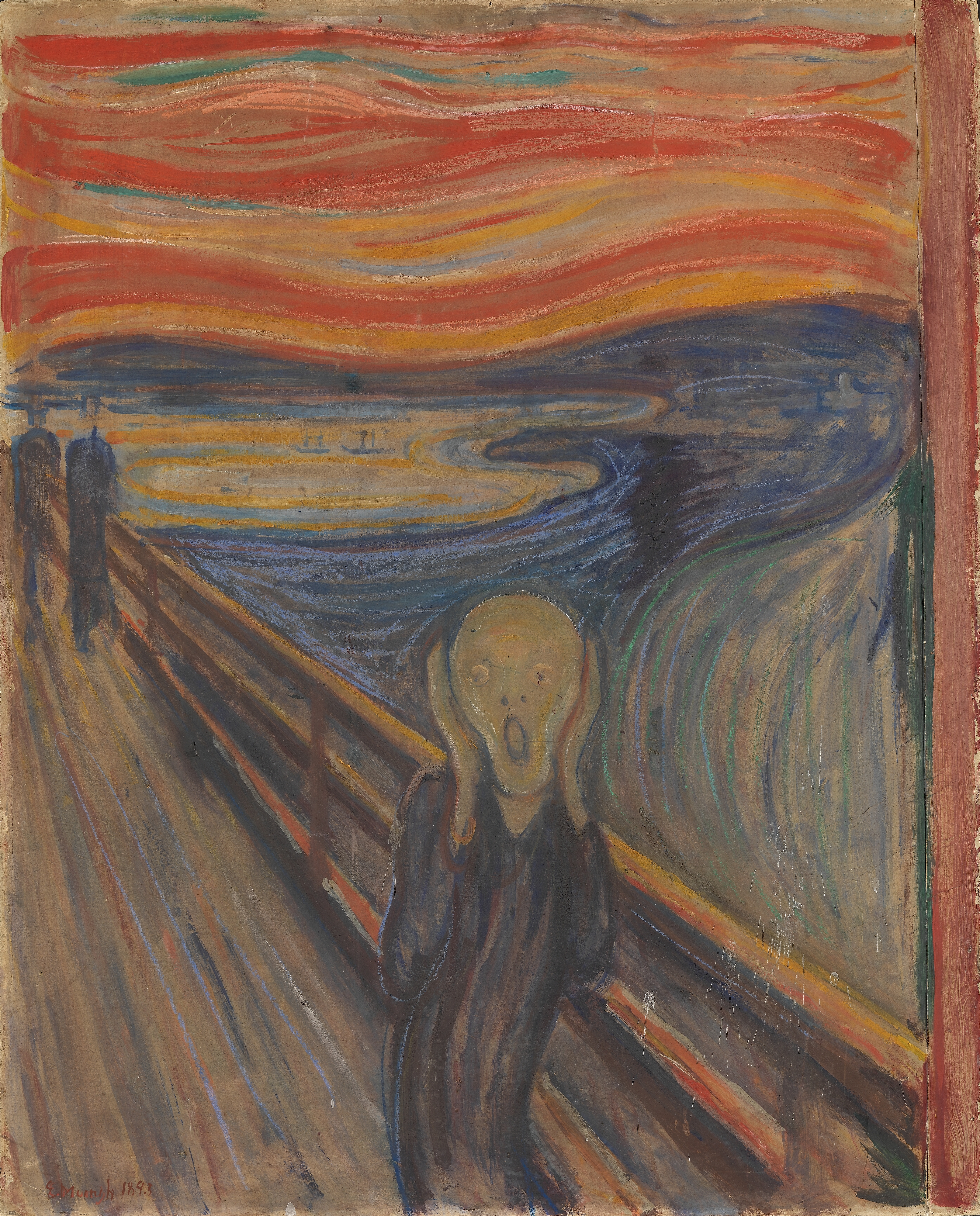
L'urlo, 1893

«Camminavo lungo la strada con due amici quando il sole tramontò, il cielo si tinse all'improvviso di rosso sangue. Mi fermai, mi appoggiai stanco morto ad una palizzata. Sul fiordo nero-azzurro e sulla città c'erano sangue e lingue di fuoco. I miei amici continuavano a camminare e io tremavo ancora di paura... E sentivo che un grande urlo infinito pervadeva la natura»: queste furono le circostanze che portarono Munch a dipingere L'urlo, uno dei quadri più celebri dell'arte mondiale ed ineguagliabile emblema dell'angoscia dell'uomo.
Ispiratosi a una mummia ritrovata in Perù, il messaggio che Munch ci ha voluto dare emerge già nel nome della tela, L'urlo, titolo che dà alla luce lo spirito dell'artista. Il protagonista della scena è, infatti, proprio l'uomo urlante, nel quale Munch infonde tutto il suo crudo stile pittorico. Il suo grido, lancinante e unico nel trasferire angoscia allo spettatore, sembra con la sua sonorità deformare l'innaturale paesaggio, composto da un cielo striato da venature color rosso sangue e da un mare nero e oleoso.
Oltre al personaggio al centro, che più che a un uomo fa pensare a uno spirito (al posto del corpo, infatti, ha un'ombra sinuosa, nera e molle), vi sono le sagome di due uomini sullo sfondo, che sembrano ignorare completamente quel lancinante grido di disperazione: anche la loro collocazione, posta ai margini della tela, suggerisce questa loro sordità e impassibilità di fronte all'angoscia del pittore, che così ha deciso di tradurre in immagini la falsità dei rapporti umani.
L'urlo di quest'opera, insomma, è un'esplosione di energia psichica di inaudita potenza, che rende la tela una metafora della morte che spazza via, travolge, il senso della vita: proprio come fa questo grido sordo, un effimero modo di guardare dentro di sé, ritrovandovi solo sofferenza.

### Il Fregio della vita
(Edvard Munch, MM N 29)
Nel dicembre 1893 Berlino fu teatro di un'altra mostra di Munch: all'Unter den Linden, infatti, vennero esposte sei opere, facenti parte di una serie detta Studio per una serie evocativa chiamata Amore. Fu così che ebbe inizio Il Fregio della vita, dove l'impeto visionario di Munch esplora i temi di vita, amore, paura, morte, malinconia e ansia.
Già nei primi anni novanta, infatti, sorse in Munch la necessità di riunire tutti i dipinti in un progetto unitario, dove potesse esprimere agevolmente il proprio pensiero sulla pittura. Quest'ultima, infatti, la intendeva non come mera arte di decorazione, ma come un approfondimento e chiarimento della propria vita e dei segreti più reconditi dell'animo umano: una sorta di autoanalisi ante litteram.
Munch inserì molte opere degne di nota in questo ciclo. Fra queste, vi è Il Monte Calvario, detto Golgota (1900), dominato dalla figura del Cristo crocifisso, solo tra la folla: qui Munch si identifica con il Cristo in Croce, per ribadire le numerose tragedie che ha sofferto nella vita, ma anche per sottolineare il difficile ruolo del poeta del Novecento, una figura quasi cassandrica, un profeta inascoltato. In Sera sul viale Karl Johan (1892), invece, l'ectoplasma de L'urlo lascia il posto ad una massa di uomini borghesi, immersi in un'atmosfera allucinante: gli uomini sono tutti molto pallidi, hanno tutti gli occhi sbarrati. È così che un'attività piacevole, come il passeggio, si trasforma in un lugubre corteo spettrale: con questa metamorfosi si manifesta il pensiero di Munch, che intravede nella borghesia un'umanità vuota, priva di sentimenti, che si limita ad esistere e non a vivere. Quest'opera riprende il pensiero di Ibsen e di Strindberg, i due drammaturghi che pure ripugnavano l'alienazione dell'uomo moderno; allo stesso modo, però, anticipa anche il tema dei morti viventi, creature mostruose animate solo da uno stato di vita apparente, intente nella ricerca di qualcosa di indefinito.
Il ciclo venne esposto interamente nel 1902, in occasione della quinta edizione del Berliner Secession, suddiviso in quattro tappe definite dallo stesso Munch:
1. Seme dell'amore (con i dipinti: Notte stellata, Rosso e bianco, Occhi negli occhi, Danza sulla spiaggia, Il bacio, Madonna);
2. Sviluppo e dissoluzione dell'amore (con i dipinti Ceneri, Vampiro, La danza della vita, Gelosia, La donna, Malinconia);
3. Angoscia (con i dipinti Angoscia, Sera sul viale Karl Johan, Edera rossa, Golgota, L'urlo);
4. Morte (con i dipinti Il letto di morte, La morte nella stanza della malata, Odore di morte, Metabolismo. La vita e la morte, La madre morta e la bambina).

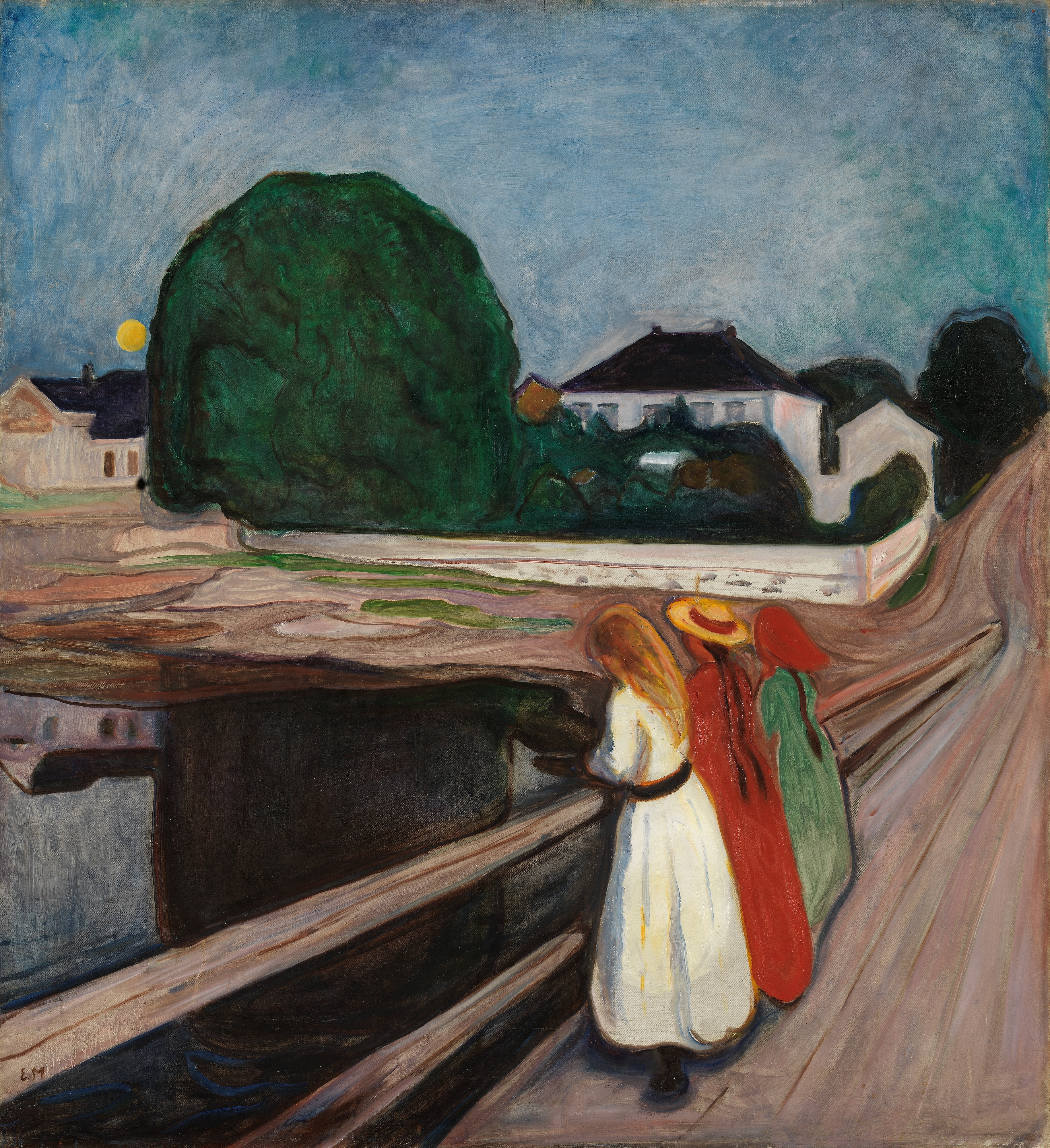
Ragazze sul ponte, 1902

Furono in molti a manifestare il proprio disappunto, soprattutto verso le tele più provocatorie, colpevoli di aver messo in dubbio le istanze dell'epoca. Camille Mauclair fu categorica nel definire i quadri «senza disegno e di un colore barbaro, di una materia ributtante per impaccio e pesantezza». Per l'Aftenposen, storico giornale di Oslo, Munch era «un artista allucinato e allo stesso tempo uno spirito cattivo che si prende gioco del pubblico e si burla della pittura come della vita umana». L'artista fu accusato da William Ritter addirittura di «trasformare troppo semplicisticamente oggetti e persone in una bruttezza indecente, con una esecuzione troppo naive, a scapito di una forte educazione artistica». Analogamente, il giornale tedesco Magdeburgische Zeitung riprese alcune critiche già mosse negli esordi, affermando che l'artista «dipinge come in passato; gli stessi quadri non finiti, appena abbozzati».
Non mancarono, tuttavia, i ferventi ammiratori: Yvanhoe Rambosson, per esempio, capì che «il suo pensiero, complesso e ossessionato, si traduce spesso in un'espressione speciale e impressionante», per poi ammettere che «il solo rimprovero che si può muovere a Munch è che egli ottiene gli effetti desiderati attraverso un modo di procedere troppo diretto. Giunge a trasmettere un senso di terrore attraverso un colore o una combinazione di segni che, pur giustificati esteticamente, risultano sgradevoli». Anche Walther Rathenau sostenne il pensiero di Munch: «Con un disprezzo spietato per la forma, la chiarezza, l'eleganza, la completezza, ed infine il realismo, dipinge con un intuitivo talento le più sottili visioni dell'anima».

### Il crollo nervoso

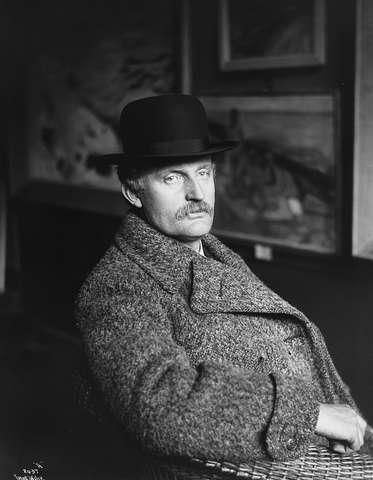
Munch nel 1912

Nell'autunno del 1908 le condizioni di salute di Munch si aggravano, a causa della sua dipendenza dall'alcool e di un litigio in un bar nel quale si vide coinvolto. Lo stesso artista ebbe modo di constatare: «ero al margine della follia, sul punto di precipitare». Divenuto preda di devastanti allucinazioni e sentendosi perseguitato, decise di entrare nella clinica del dottor Daniel Jacobson. Sotto le sue cure devote Munch migliorò la salute del suo corpo e del suo spirito; la degenza durò otto mesi, e nel 1909 l'artista poté fare ritorno in Norvegia. In patria finalmente fu felice: le sue opere si tinsero di colori più vivaci, meno pessimistici, e a rafforzare ulteriormente il suo umore vi furono gli applausi del pubblico di Christiania, che - riconoscendo il suo successo - iniziò a comprare i suoi dipinti. Frattanto, Munch venne fatto Cavaliere dell'Ordine Reale norvegese di Sant'Olav per i suoi «servizi nell'arte».
I disturbi nervosi, tuttavia, erano sempre dietro l'angolo: ne era consapevole il dottor Jacobson, che raccomandò al paziente di «frequentare solo buoni amici, e di evitare di consumare alcolici in pubblico». Munch seguì questo consiglio: prova della fiducia che l'artista riponeva nel proprio medico curante è la serie di ritratti ritraenti amici e mecenati; degni di nota sono anche i vari paesaggi che Munch ricolmò di ottimismo mediante l'utilizzo di pennellate leggere e cromie vibranti. Con la situazione economica resasi rosea, Munch divenne finalmente in grado di comprare diverse proprietà, in modo da fornire degna collocazione alle proprie opere d'arte, provvedendo anche alla sua famiglia.

### Ultimi anni

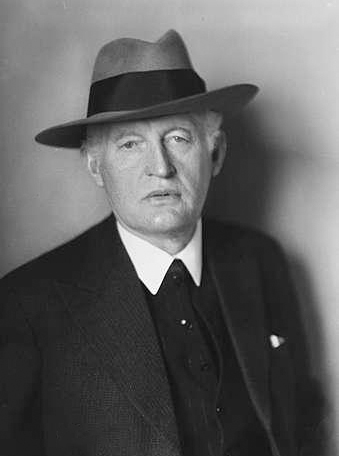
Munch nel 1933

Munch trascorse gli ultimi anni della sua vita nella sua proprietà di 45 ettari di Ekely, a Skøyen, Oslo. Gran parte dei suoi ultimi dipinti celebrano l'idillio della vita agreste; a posare per queste scene bucoliche, spesso vi era anche il suo cavallo, Rousseau. Senza sforzo alcuno, inoltre, Munch attirò intorno a sé un gruppo di giovani donne, che ritrasse come soggetti di numerosi nudi artistici; non è da escludere che l'artista abbia avuto rapporti sessuali con alcune di queste ragazze. In questo periodo Munch si cimentò anche nella pittura murale, decorando una delle sale mensa dell'antica fabbrica di cioccolato Freia, sempre a Oslo. Ciò malgrado, le sue energie creative erano esaurite, tanto che riuscì a portare a termine solo una serie di arditi autoritratti.
Negli anni trenta e quaranta, la propaganda nazionalsocialista perseguì le opere di Munch, definendole «Entartete Kunst» (Arte degenerata): queste misure vessatorie, che vennero adottate anche con le tele di Picasso, Paul Klee, Matisse, Gauguin e altri artisti moderni, comportarono l'immediata rimozione delle 82 opere munchiane esposte nei musei tedeschi. Inoltre il 19 luglio 1937 a Monaco, il regime nazista inaugura una mostra per mettere alla berlina l'arte contemporanea d'avanguardia, nella quale sono esposte anche opere di Munch, che ne soffre amaramente. A ciò si aggiunse la paura, sorta nel 1940 con l'occupazione nazista della Norvegia, di un imminente sequestro della sua opera omnia. Munch allora aveva 76 anni, e non era consapevole che ben settantuno sue opere avrebbero fatto poi ritorno in Norvegia, acquistate da collezionisti privati.

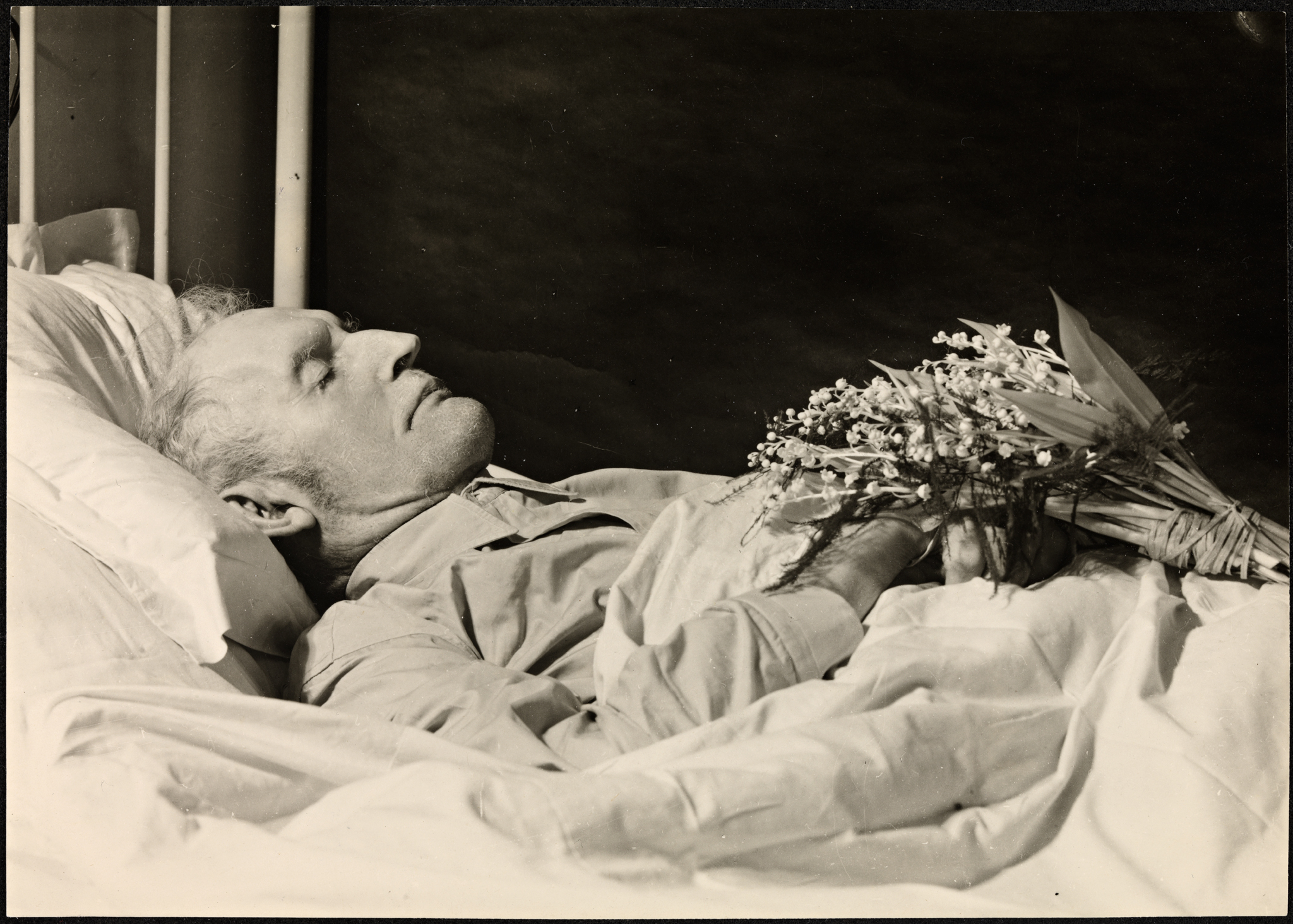
Fotografia post mortem di Munch

Munch morì nella tenuta a Ekely il 23 gennaio 1944, appena un mese dopo il suo ottantesimo compleanno.

## Retaggio

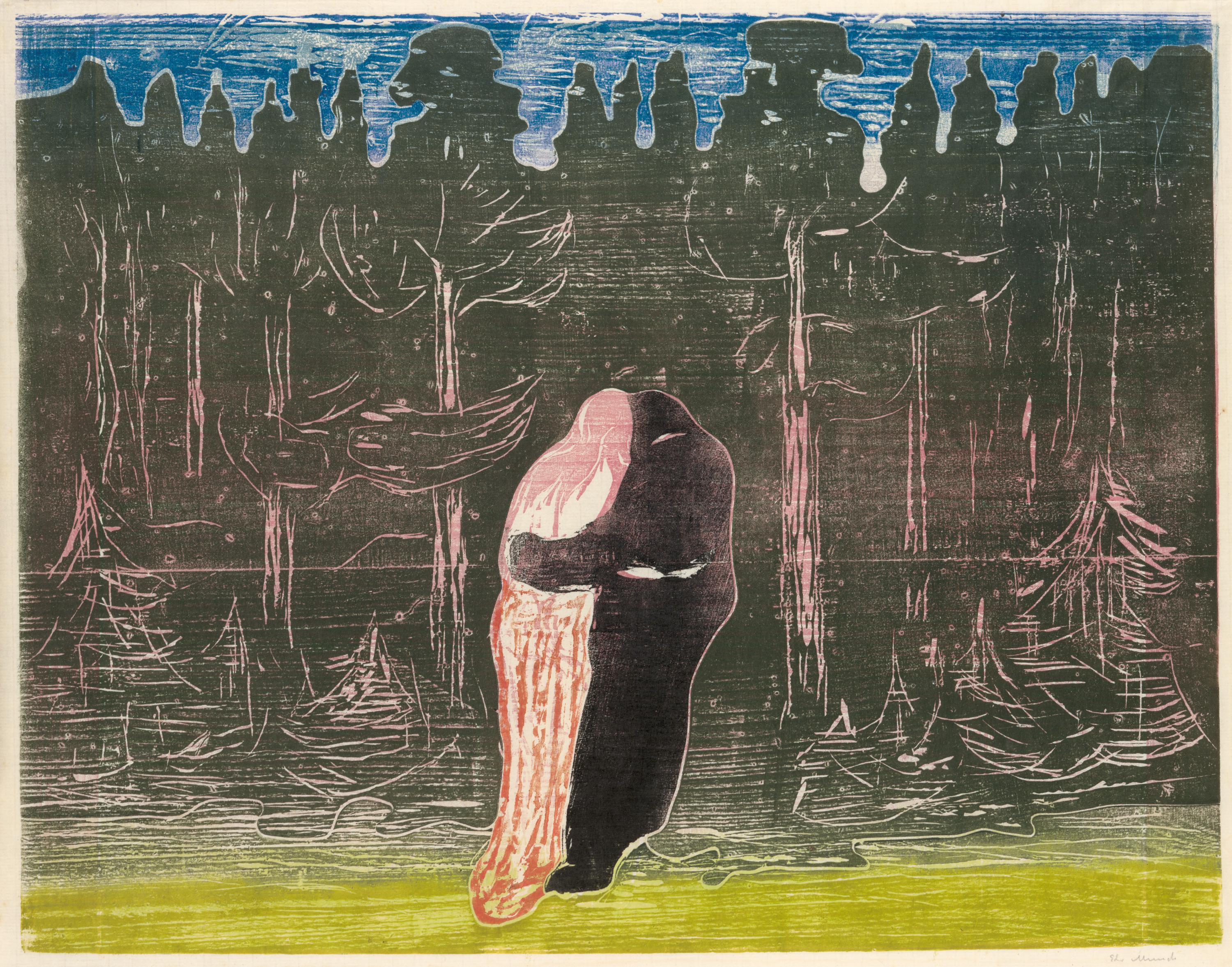
Edvard Munch, Verso la foresta II, 1915, litografia. Museo Munch, Oslo

Alla sua morte, Munch donò alla città di Oslo tutte le sue opere rimanenti, che vennero raccolte in un museo appositamente costruito, il Museo Munch, inaugurato nel 1963. Si tratta del principale organo di tutela del patrimonio munchiano, attivo anche nel campo del diritto d'autore, disciplinando le eventuali violazioni del copyright (come avvenne con la Mars, che nel 2006 rielaborò L'urlo creando una grafica per una propria campagna pubblicitaria).
Il linguaggio pittorico di Munch, carico di simbolismi «privati», si colloca in una dimensione molto più personale rispetto agli stili di altri pittori simbolisti, quali possono essere Gustave Moreau e James Ensor. Munch esercitò un'influenza determinante sull'arte a lui coeva, specialmente sull'espressionismo tedesco e nord-europeo, che pure rifiutava di credere «in un'arte che non nasce da una forza, spinta dal desiderio di un essere di aprire il suo cuore». Molte delle tele di Munch, prima tra tutte L'urlo, devono il proprio successo grazie al loro pregnante simbolismo, che tratta prima fra tutte, la tematica dell’esistenza, oltre che della malattia, quasi certamente influenzata dalle sue condizioni di salute psichica in peggioramento.
A testimonianza del suo riconoscimento artistico, una delle redazioni de L'urlo è stata battuta dalla casa d'asta londinese Sotheby's per la somma di 119,9 milioni di sterline, divenendo uno dei quadri più costosi al mondo. Ma non solo: Munch è effigiato in moltissimi contesti nazionali, dai francobolli alle monete, passando per i monumenti. Per esempio, Munch venne raffigurato sulla banconota da 1000 kroner, il taglio con il valore più alto; similmente, in occasione del centocinquantesimo anno della nascita di Munch, le Poste Norvegesi gli hanno dedicato una serie di francobolli commemorativi.
L'influenza de L'urlo può essere trovata anche in Giappone, soprattutto in molte delle opere di Masao Ido:  per esempio nel cielo drammatico al tramonto di Yubae , il cui straordinario cielo rosso sangue sembra evocare proprio L'urlo di Munch. Più in generale l'importanza delle sue opere è stata tale da essere uno dei pochi occidentali ad influenzare artisti giapponesi come Tetsuro Komai, Rokushu Mizufune, Yoshio Nagase, Koshiro Onchi, Kiyoshi Saito, Kyokichi Tanaka e Yasunori Taninaka, segnando l'evoluzione dell'ukiyo-e come sosaku hanga soprattutto quando nel 1912 la rivista Shirakaba pubblicò una sua xilografia di Munch nel numero di aprile.

## Opere (elenco parziale)

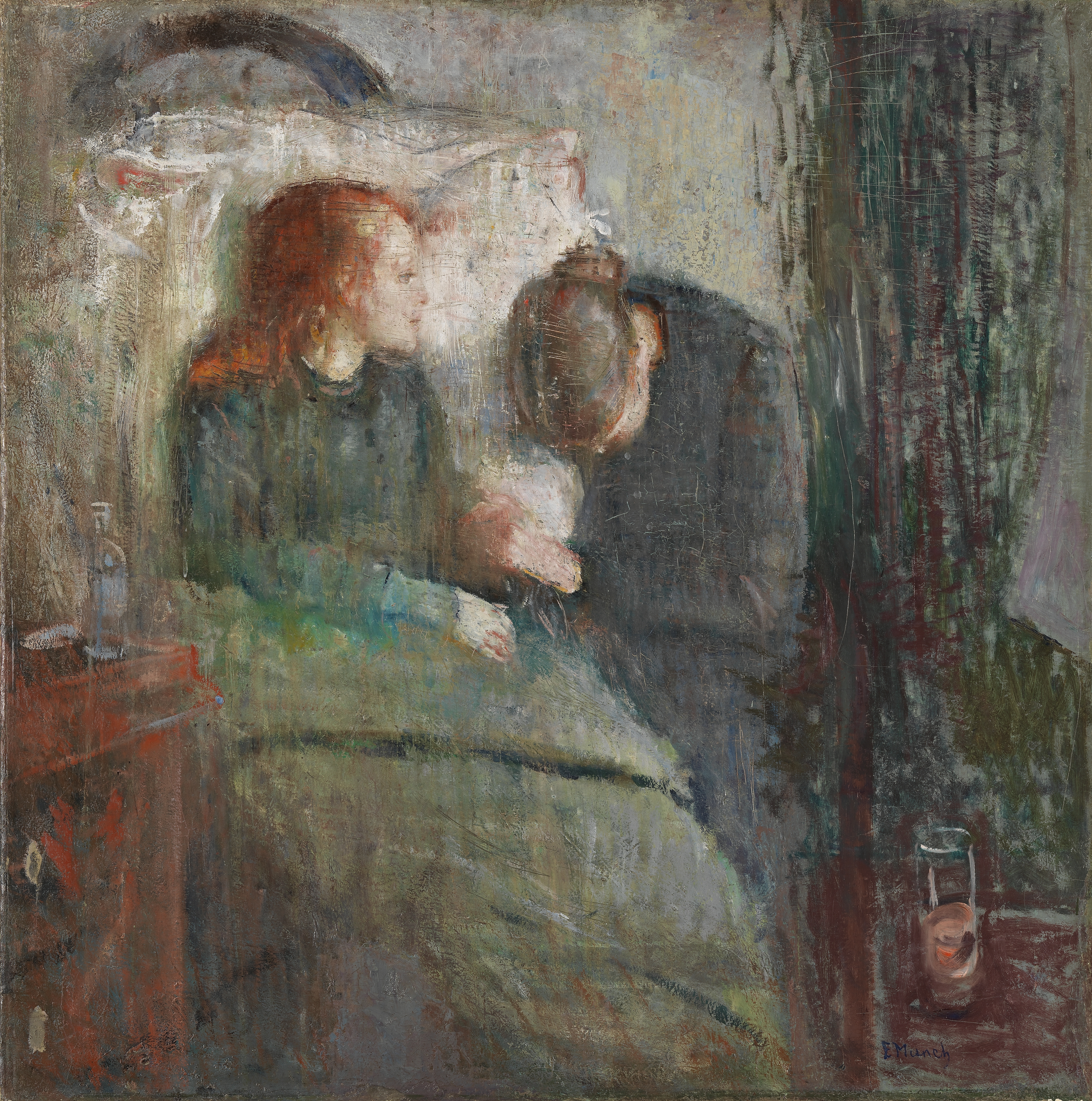
La fanciulla malata

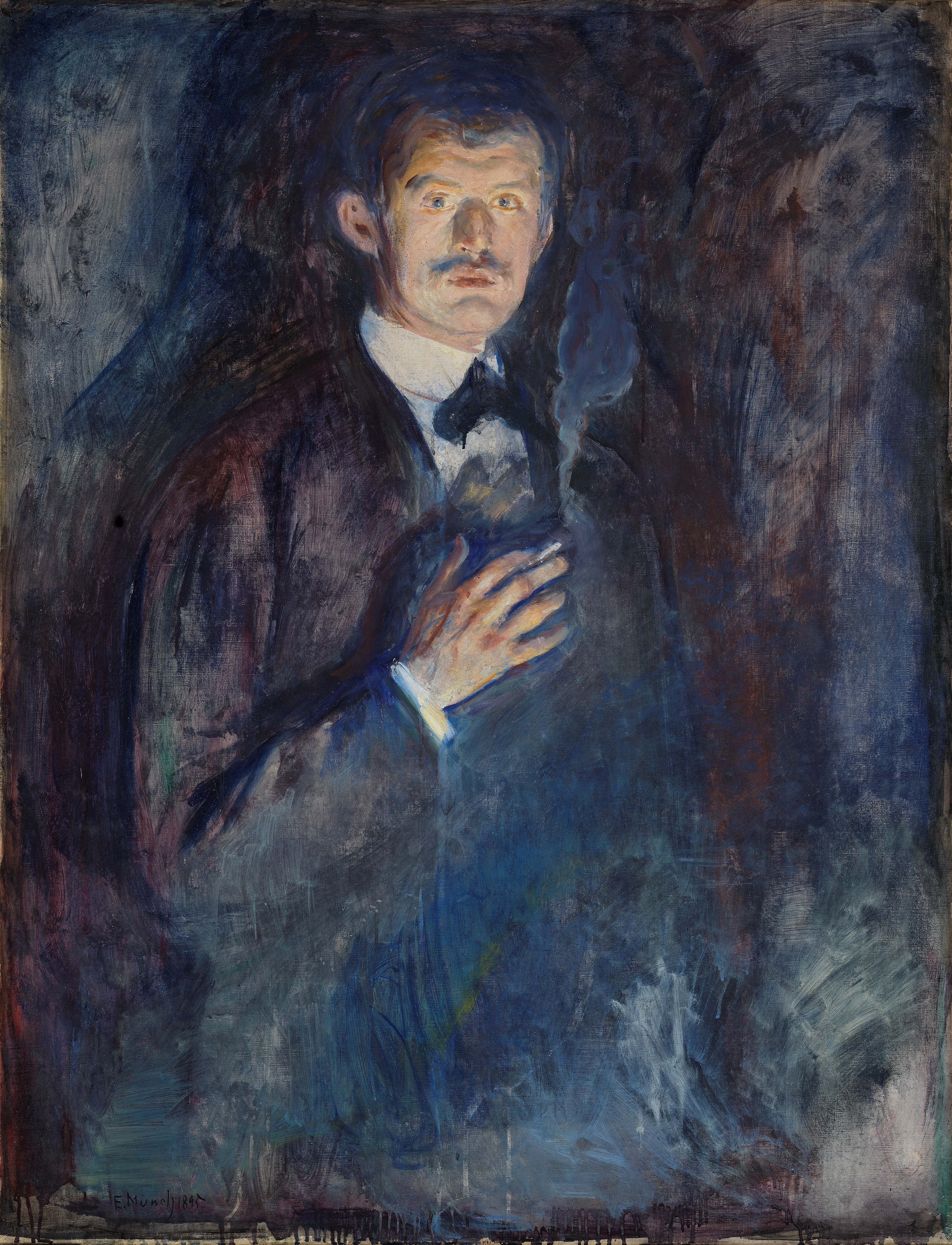
Autoritratto con sigaretta

- 1885-1886: La fanciulla malata
- 1889: Inger sulla spiaggia
- 1891-1902: Malinconia
- 1892: Sera sul viale Karl Johan
- 1892: Il bacio con la finestra
- 1893: Notte stellata
- 1893: L'urlo
- 1893: L'angelo della morte
- 1893: La morte nella stanza della malata
- 1894-1917: Amore e dolore (Vampiro)
- 1894: L'ansia
- 1894: Gli occhi negli occhi
- 1894-1895: Madonna
- 1894-1895: La pubertà
- 1895: Gelosia
- 1895: Autoritratto con sigaretta
- 1896: Separazione
- 1897: Il bacio
- 1899: Quickborn
- 1899-1900: La danza della vita
- 1899-1900: La madre morta e la bambina
- 1902: Ragazze sul ponte
- 1903: Chiaro di luna
- 1903: Autoritratto all'inferno
- 1905: Caricatura di Tulla Larsen
- 1907: Due persone sole
- 1907: La morte di Marat I
- 1913: Sbadiglio del mattino
- 1940-1943: Tra il letto e l'orologio

## Mostre
- Fra il 1999 e il 2000, Palazzo Pitti dedica una mostra al pittore curata da Marit Lange e Sidsel Hellilesen, allestita alla Sala Bianca.[40]
- Dall'11 aprile 2019 al 21 luglio 2019, i suoi lavori furono esposti al British Museum, nella mostra Love and Angst.[41]
- Dal 20 settembre 2022 al 22 gennaio 2023, si è svolta la mostra Edvard Munch. Un poème de vie, d’amour et de mort al Musee d'Orsay di Parigi
- Dal 14 settembre 2024 al 26 gennaio 2025, si è svolta al Palazzo Reale di Milano la mostra MUNCH Il grido interiore
- Dall'11 febbraio 2025 al 2 giugno 2025, al Palazzo Bonaparte di Roma la mostra MUNCH Il grido interiore[2]